# Little Rock (Carolina del Sur)
Little Rock es un lugar designado por el censo ubicado en el condado de Dillon en el estado estadounidense de Carolina del Sur. En el Censo de 2020 tenía una población de 658 habitantes y una densidad poblacional de 101,73 habitantes por km². Fue incluido como CDP en el censo de 2020.

## Geografía
Little Rock se encuentra ubicado en las coordenadas 34°28′36″N 79°24′11″O / 34.47667, -79.40306. Según la Oficina del Censo de los Estados Unidos, tiene una superficie total de 6,37 km², todos correspondientes a tierra firme.